# 1423

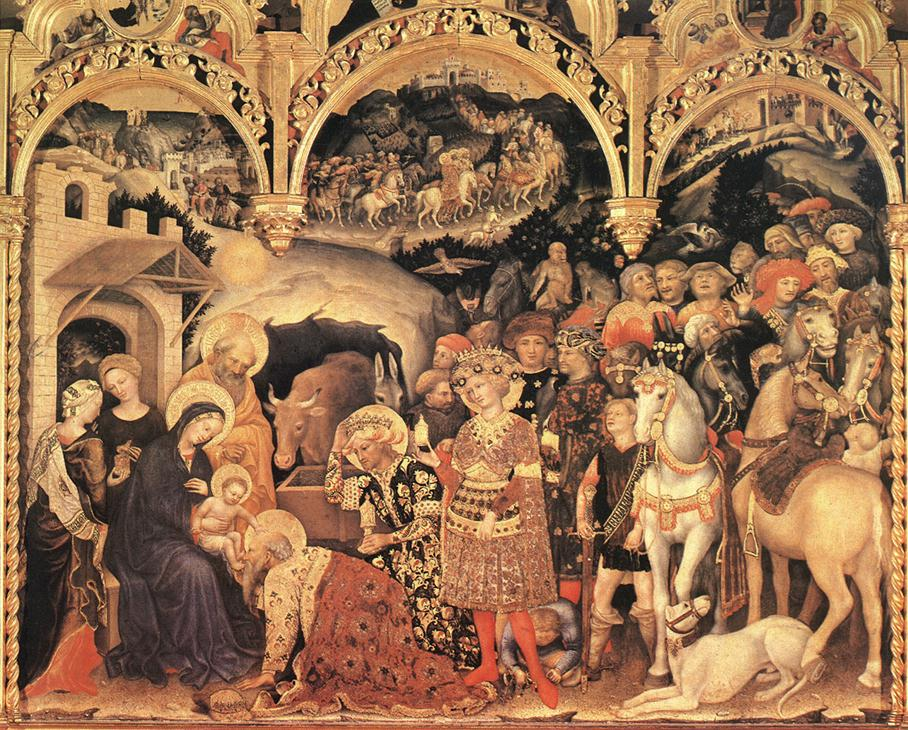
Gentile da Fabriano: Aanbidding van de wijzen

Het jaar 1423 is het 23e jaar in de 15e eeuw volgens de christelijke jaartelling.

## Gebeurtenissen
januari
- 6 - Frederik IV van Meißen wordt beleend met het Keurvorstendom Saksen.

april
- 13 - Verdrag van Amiens: Filips de Goede van Bourgondië en Arthur III van Bretagne erkennen Hendrik VI van Engeland als koning van Frankrijk en beloven diens regent Jan van Bedford te steunen tegen de dauphin Karel VII.
- april - Begin van het Concilie van Pavia-Siena

mei
- 13 mei - De Engelse prins Jan van Bedford, regent van Frankrijk voor de Engelse koning, trouwt in de St. Janskerk in Troyes, Champagne, met Anna van Bourgondië, waarmee het verbond tussen Engeland en Bourgondië bezegeld wordt.

juni
- 25 - Reinoud IV van Gulik, hertog van Gulik en Gelre, overlijdt kinderloos. In Gelre wordt Adolf van Berg tot zijn opvolger gekozen, in Gulik Adolf van Berg. Beiden maken echter ook aanspraak op het andere hertogdom, wat leidt tot de Tweede Gelderse Successieoorlog.

juli
- 29 - Slag bij Cravant: De Engelsen en Bourgondiërs boeken een overwinning op de Fransen.

september
- 26 - Slag bij la Brossinière: De Fransen onder John de la Pole verslaan de Engelsen.

zonder datum
- Begin van de Ottomaans-Venetiaanse oorlog.
- Jacoba van Beieren trouwt met Humphrey van Gloucester.
- In Engeland wordt het Okshoofd als inhoudsmaat voor het eerst gestandaardiseerd door een act of Parliament. Een hogshead wijn bevat 2 barrels, en 63 gallon.
- Klooster Bethlehem in Utrecht wordt gesticht

## Opvolging
- Anhalt-Zerbst - Albrecht IV opgevolgd door zijn zoons Adolf I en Waldemar V
- condestable van Castilië - Rui López de Dávalos opgevolgd door Álvaro de Luna
- Gelre - Reinoud IV opgevolgd door Arnold van Egmont onder voogdschap van diens vader Jan II van Egmont
- Gulik - Reinoud IV van Gelre opgevolgd door Adolf van Berg
- Saksen - Frederik IV van Meißen als opvolger van Albrecht III
- Sicilië (onderkoning) - Giovanni de Podio opgevolgd door Niccolò Speciale
- tegenpaus (weinig erkenning) - Benedictus XIII opgevolgd door Gil Sanchez Muñoz als Clemens VIII dan wel Bernard Garnier als Benedictus XIV
- Utrecht - Frederik van Blankenheim opgevolgd door Rudolf van Diepholt
- Venetië - Tommaso Mocenigo opgevolgd door Francesco Foscari

## Afbeeldingen

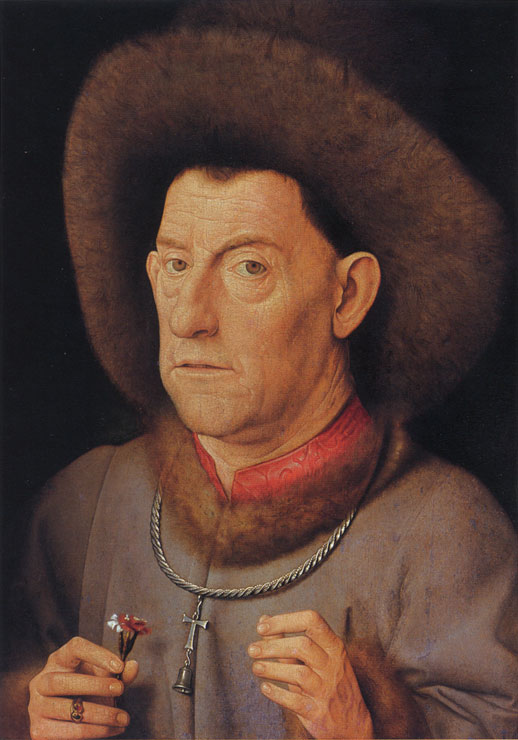
Jan van Eyck: De man met de anjer
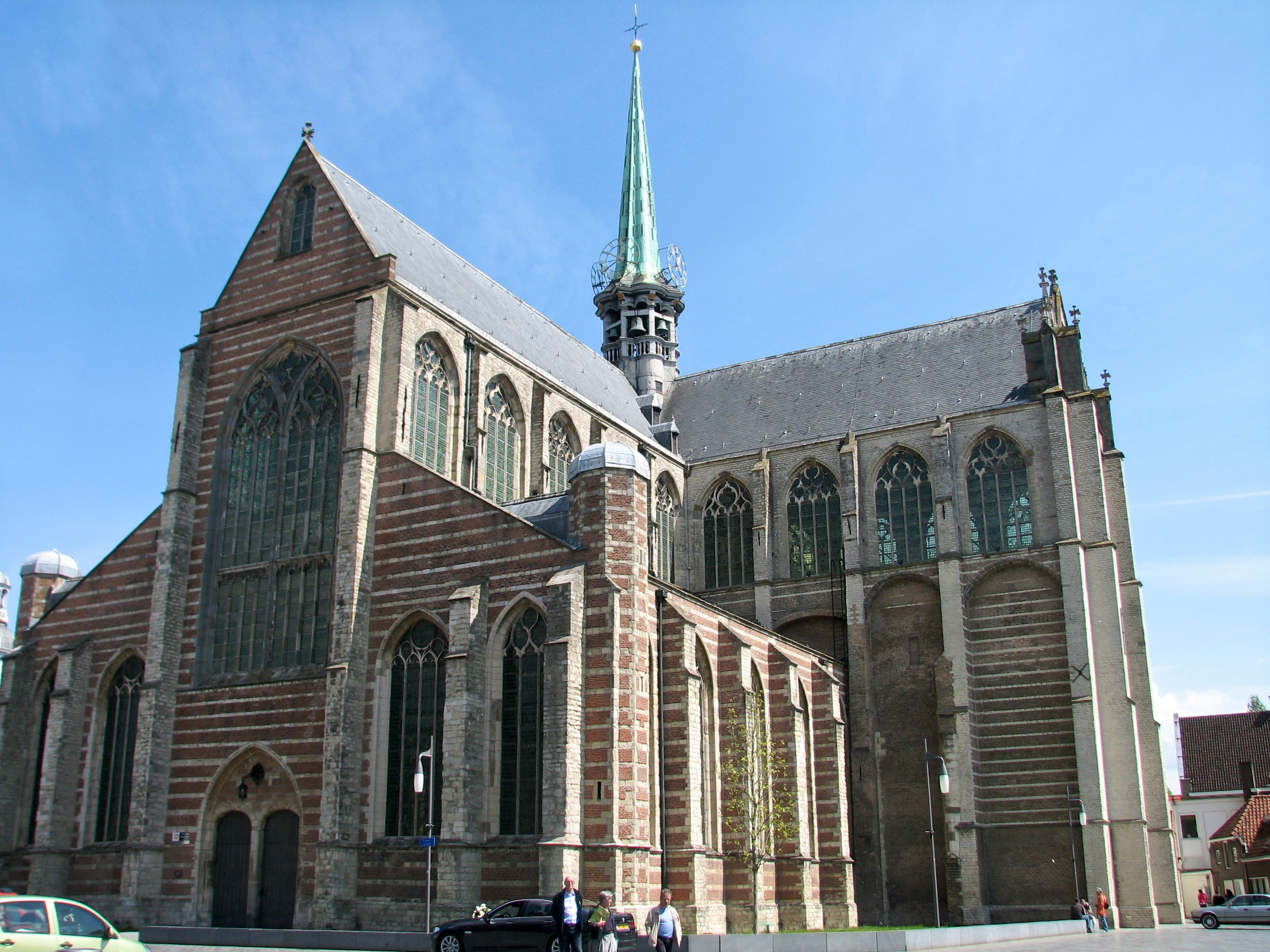
Grote Kerk, Goes
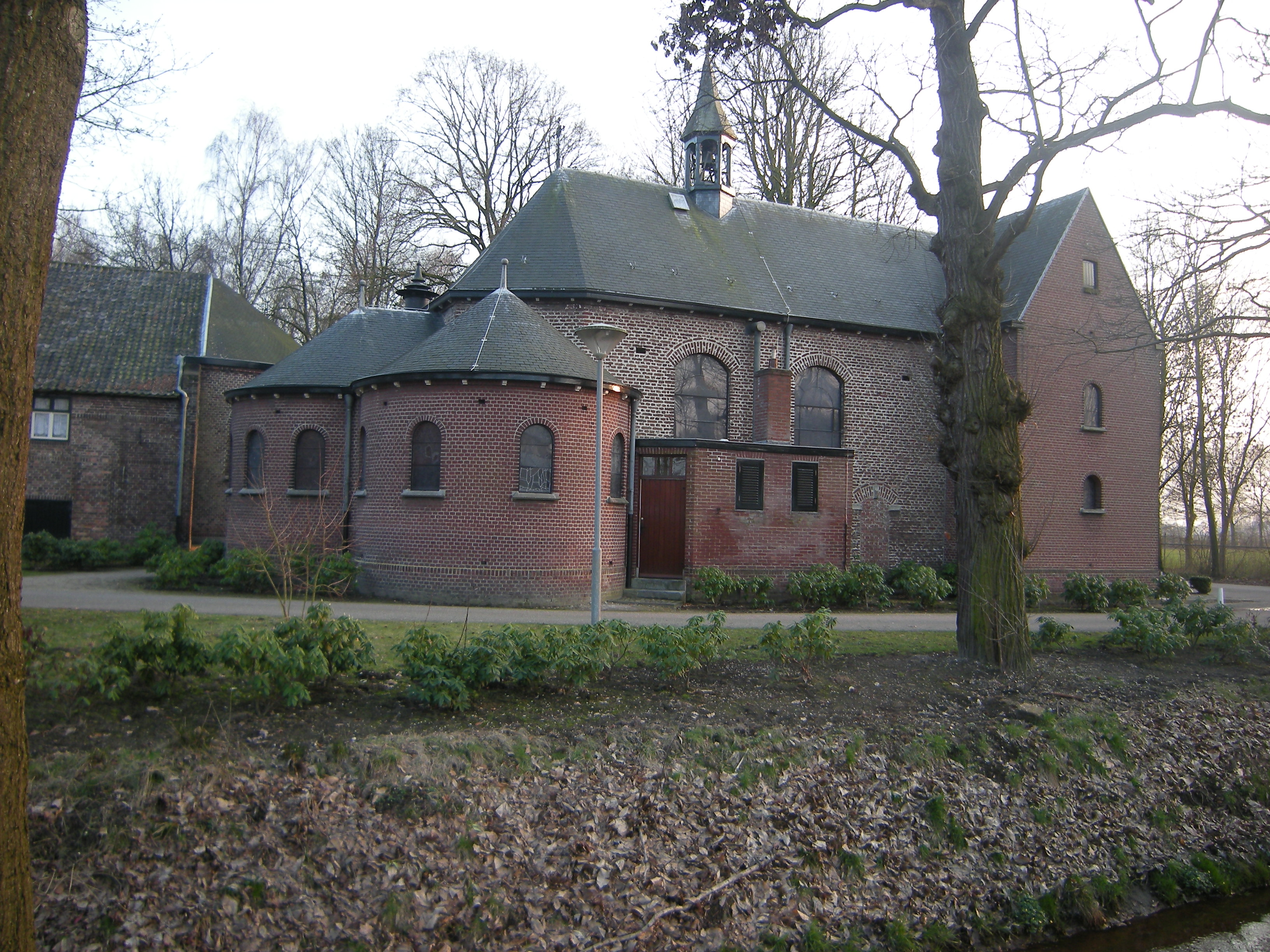
Kapel van Onze-Lieve-Vrouw van Genooi, Venlo
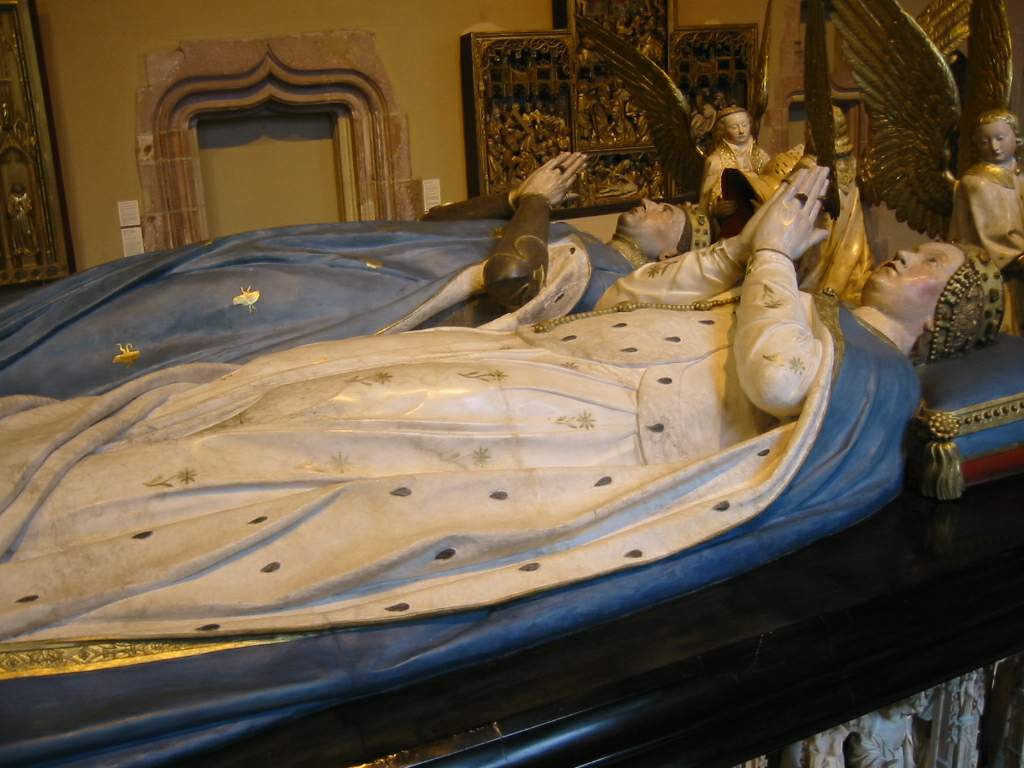
graf van Margaretha van Beieren en Jan zonder Vrees

## Geboren
- 4 april - Johan II van Nassau-Saarbrücken, Duits edelman
- 30 mei - Georg von Peuerbach, Oostenrijks astronoom
- 2 juni - Ferdinand I, koning van Napels (1458-1494)
- 3 juli - Lodewijk XI, koning van Frankrijk (1461-1483)
- Pierre d'Aubusson, grootmeester van de Orde van Sint Jan
- Gaston IV van Foix, Frans edelman
- Adolf II van Nassau-Wiesbaden-Idstein, aartsbisschop en keurvorst van Mainz (overleden 1475) (jaartal bij benadering)

## Overleden
- 18 januari - Hendrik X Rumpold (~32), Silezisch edelman
- 23 januari - Margaretha van Beieren (~59), echtgenote van Jan zonder Vrees
- 23 mei - Benedictus XXIII (~95), tegenpaus (1394-1417/1423)
- 25 juni - Reinoud IV (58), hertog van Gelre en Gulik (1402-1423)
- 9 oktober - Frederik van Blankenheim (~68), bisschop van Straatsburg en Utrecht
- 24 november - Albrecht IV van Anhalt, Duits edelman
- Albrecht V (~26), hertog van Mecklenburg
- Conrad II Munking Kettler, Duits edelman
- Michael Küchmeister van Sternberg (~53), grootmeester van de Duitse Orde (1414-1422)
- Wenceslaus III van Oława (~22), Silezisch edelman
- Andrew Wyntoun, Schots dichter en geschiedschrijver (jaartal bij benadering)